# Helge Ness
Helge Ness ( 4 de noviembre de 1861, Rosendal, Noruega- 30 de diciembre de 1928) fue un botánico noruego.
En 1889, fue el primer estudiante internacional que se gradúa en la Universidad de Texas A&M, y luego da comienzo a enseñar en el campus. Ness fue el primero en EE. UU. en producir híbridos de robles.
Llegó a Jefe de la División Botánica de la Estación Experimental de la Texas A&M.
Formó parte de un grupo de botánicos, desde principios del siglo XX, que estudiaron la polinización controlada en árboles, siendo pionero en los estudios de su hibridación.
- La abreviatura «Ness» se emplea para indicar a Helge Ness como autoridad en la descripción y clasificación científica de los vegetales.[1]